# Kanał Młynówka
Die Kanał Młynówka (deutsch Oberer Mühlen-Graben) ist ein Wasserlauf in Danzig in der Woiwodschaft Pommern in Polen. Er mündet bei Sobieszewo (Bohnsack) im Stadtbezirk Wyspa Sobieszewska (Bohnsacker Insel) in die Martwa Wisła (Tote Weichsel).
Vor dem 17. Jahrhundert floss ein Weichselarm an Schnakenburg vorbei. Der Kanał Młynówka, auch Sobieszewska Łacha genannt, gilt als Überrest dieses Wasserlaufs. Etwas südlich verläuft der Kanał C (Unterer Mühlen-Graben), der nördlich von Sobieszewko (Bohnsacker Pfarrdorf) über den Kanał B in den Kanał Młynówka mündet. Südlich von Bohnsack befand sich eine Entwässerungsmühle, die durch ein Pumpwerk und ein Wehr ersetzt wurde. Die Gräben entwässerten die ehemalige Außennehrung, die nach Landgewinnung sowie Aufschlickung eingedeicht wurde und im 19. Jahrhundert in Neue Binnennehrung umbenannt wurde – im Gegensatz zur Alten Binnennehrung bei Steegen. Die Deiche zogen sich 1885 von Bohnsack bis nach Fischerbabke hin.
Der Kanał Młynówka verläuft entlang des Dünenzugs der Danziger Nehrung. Er beginnt zwischen Świbno (Schiewenhorst) und Komary (Schnakenburg) und verläuft südlich von Wieniec (Kronenhof) und Orle (bzw. Orlinki) (Wordel) nach Sobieszewo (Bohnsack).